# Пельтье, Гийом
Гийом Пельтье (фр. Guillaume Peltier; род. 27 августа 1976, Париж) – французский политик, бывший учитель и бизнес-лидер, который с 2017 года представлял 2-й избирательный округ департамента Луар и Шер в Национальном собрании. Он также работал в совете департамента Луара. et-Cher для кантона Шамбор с 2021 года. Пельтье является членом Reconquête. 

## Карьера
Гийом Пельтье — бывший член Национального фронта (НФ) и бывший лидер его молодёжной секции. Он возглавлял «Сильные правые», правую популистскую фракцию Союза за народное движение (UMP), позже «Республиканцы» (LR), похожую на фракцию «Народные правые». Пельтье был основателем студенческой группы молодых христианских действий (Jeunesse Action Chrétienté), выступающей за жизнь.
В 2014 году он был избран мэром Неунг-сюр-Беврон и председателем Communauté de Communes de la Sologne des Etangs.
В 2017 году избран депутатом парламента.
9 января 2022 года Пельтье присоединился к Reconquête (R!), Чтобы стать заместителем лидера партии Эрика Земмура в поддержку кампании Земмура на президентских выборах 2022 года. Земмур заявил, что присоединение Пельтье к партии позволит ей значительно расширить свой доступ в местные политические структуры. Ранее Пельтье был представителем (2016–2017 гг.) И вице-президентом (2019–2021 гг.) Республиканской партии (LR).